# ولادیمیر کوسینسکی
ولادیمیر کوسینسکی (روسی: Владимир Иванович Косинский؛ ۲۶ فوریهٔ ۱۹۴۵ – ۱۴ ژوئیهٔ ۲۰۱۱) شناگر اهل روسیه بود.